# Mon journal
Mon journal est un éditeur et une collection française de magazines illustrés (grands et surtout petits formats) fondé en 1946, et renommé Aventures et Voyages en 1948. Mon journal fut brièvement (1946-1948) le nom d'un périodique illustré. Par la suite Aventures et Voyages publie des bandes dessinées sous la forme de petits formats qui paraissent périodiquement.
En 1991, racheté par le groupe HELP, il prend le nom de Mon journal multimédias pour son catalogue de bande dessinée qui comprend des récits complets fondés sur l'aventure, l'exotisme, le fantastique, le sport. On y trouve des histoires de cow-boys, de pirates, de héros antiques ou médiévaux. L'éditeur disparaît en 2017.
Les dessins sont la plupart du temps en noir et blanc avec un trait plutôt réaliste. Le nom des auteurs n'était pas mis en avant. Ces fascicules bon marché connurent un certain succès dans les années 1960 et 1970.

## Historique

### Les origines

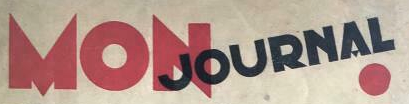
Logotype de Mon journal (1946-1948).

C'est l'ancienne résistante Bernadette Ratier (1899-1992) qui est à l'origine de cette nouvelle maison d'édition en août 1946 fondée à Lyon, au 37 de la rue de Brest. Ratier commence en lançant Mon journal, un hebdomadaire en grand format. Auprès de l'Agence française de presse et la société Fawcett Publications, elle achète du matériel graphique américain comme Captain Marvel Jr. ou Charlie d'Alfred Andriola et commande des créations comme Atomas de René Pellos. 86 numéros plus tard (du 8 août 1946 au 22 avril 1948), le titre, après avoir absorbé Frivolet, est repris par Zorro-Jeudi Magazine fondé en 1947 par André Oulié, et Ratier fonde alors, associée au commandant Alban Vistel, la société des éditions Aventures et Voyages pour se lancer dans l'édition de revues illustrées de moyen format (plus communément appelées « récits complets »). Au départ, Ratier fait appel à des dessinateurs et scénaristes français comme Pierre Billon (1899-1973), Rémy Bourles, Jean Ache, Jean Cézard, Axel Toursky. En mai 1948, elle lance son premier récit complet, Marco Polo, sur douze pages, en format 24 x 32 cm, signé Marcel Navarro (sous le pseudonyme de J-K Melvyn Nash) et Guy Lebrun. Le logo du magazine Mon Journal va se retrouver sur toutes les couvertures des revues à venir publiées par les éditions Aventures et Voyages. Marco Polo est suivie par Diavolo, puis, en mars 1949, par Brik, et enfin Yak puis Brik-Yak (dessinés par Jean Cézard). En septembre 1950, Listel et Navarro revendent leurs parts (35 %) à Ratier, et s'en vont fonder les éditions Lug.
Le format diminuera un peu avec Dakota ou Biribu avant de passer au format de poche 13 x 18 cm en janvier 1955 tandis que la pagination augmentait. Ratier déménage sa maison à Paris, et l'installe 26 rue d'Aboukir.

### L’âge d'or
Les titres se multiplient avec une majorité de bandes étrangères d'origine diverses (Italie, Grande-Bretagne, Espagne, Argentine, etc.), mais aussi quelques auteurs locaux ou quelques bandes que l'éditeur, à partir de 1960, fait réaliser à l'étranger comme Akim, Ivanhoé ou Lancelot. Rapidement, les dessinateurs français n'auront plus leur place, mis à part Michel-Paul Giroud comme bouche-trou dans quelques revues. Les scénaristes continuant à travailler pour quelques séries phares comme Ivanhoé, Lancelot ou Sunny Sun.

### Le déclin
En 1985, l'affaire est cédée à Christian Chalmin, ancien éditeur de la collection Harlequin, qui tentent d'endiguer la chutes des ventes en associant du matériel Marvel, en faisant redessiner des couvertures, en arrêtant certains titres déficitaires et en en créant d'autres. En 1987, il fait appel à plusieurs investisseurs, d'abord J.-M. Tilly, puis Olivier Beressi, qui ne restent que quelques mois.
En février 1988, G. Bensoussan reprend la société des éditions Aventures et Voyages qui déménage au 73 de la rue Pascal, liquide certains titres mais lance les magazines pour adolescents Super et Top secrets (premier titre petit format français pour adolescentes avec un plus produit[C'est-à-dire ?]), puis Smash Hits et Big. Elle est également à l'origine du mensuel sur les animaux Mag Animal. Elle rachète en 1990 le magazine Femme pratique, puis, les magazines Kop Football, Basket hebdo et Cyclisme Info sont par la suite créés.

### Mon Journal multimedias
En juin 1990, l'affaire est cédée à J. Ferreira, qui prononce l'arrêt définitif de toutes publications en février 1991. Le fonds de commerce concernant les bandes dessinées est alors cédé au groupe HELP (Holding édition livre presse) qui fonde Mon journal multimédias basée à Alfortville,, et réédite quelques anciennes revues : Akim et Capt'ain Swing à partir d'avril 1994, malgré l'échec d’Ivanhoé qui ne connut qu'une renaissance éphémère de janvier à octobre 2000 pour dix numéros. En 2000, la société des éditions Aventures et Voyages est mise en liquidation. En mars 2004, Akim s'est arrêté à son tour après 120 numéros. Il ne restait donc plus que Capt’ain Swing comme petit format. Akim est depuis janvier 2013 en réédition au rythme bimestriel, diffusion confidentielle car ne se trouve généralement que dans les supermarchés (alors qu'auparavant le réseau des buralistes assurait la diffusion de la première série et celle d'Akim Color). La maison Mon journal multimédias disparaît en septembre 2017.

## Liste des revues de bande dessinée
Entre parenthèses figure le nombre de numéros de la revue.

### A
- Akim (756)
- Akim (2e série) (120)
- Akim (3e série) (parait toujours)
- Akim Color (133)
- American BD (6)
- Antarès (129)
- Antarès spécial (3)
- Apaches (108)
- Atémi (270)

### B
- Bayard (16)
- Belinda (suite de Shirley)
- Bengali (129)
- Biribu (21)
- Blason d'Or (3)
- Bozo (18) (grand format)
- Brik (217)

### C
- Capt'ain Swing (296)
- Capt'ain Swing (2e série) (300)
- Capt'ain Swing spécial (15)
- Super Swing (63)
- Super Swing (2e série) (parait toujours)
- Carabina Slim (154)
- Coup dur (24)

### D
- Dakota (64)
- Dan Panther (12)
- Diavolo (14)
- Dorian (cf. Marco Polo)

### E
- El Bravo (111)
- En garde ! (96)
- En piste ! (1re série) (35)
- En piste ! (2e série) (70)
- En piste ! spécial (15)

### F
- Force X (1)

### I
- Les Indomptables (9)
- Ivanhoé (222)
- Ivanhoé (2e série) (10)
- Ivanhoé (3e série) (7)

### J
- Janus Stark (135)
- Janus Stark spécial (3)
- Jeux de Mon journal (20)
- Joselito : publiée dans la collection Hokahey entre juillet 1979 et avril 1982. Paraissant de façon trimestrielle, elle présente une seule histoire de cent pages, extraite de la collection Rodéo (Collana Rodeo) de l'éditeur italien Sergio Bonelli Editore. Douze numéros ont été publiés. Écrites par Armando Monasterolo, les histoires mettent en scène le personnage de Joselito, un jeune torero qui, après la mort du président Francisco Madero, embrasse les idéaux révolutionnaires en luttant avec le journaliste Américain Nick Dundee dans les milices de Emiliano Zapata.

### K
- Kris le shérif (88)

### L
- Lancelot (150)
- Long Rifle (108)

### M
- Marco Polo (213)
- Messire (21)
- Minou-Cat (32)
- Mister No (171)
- Mister No spécial (3)

### O
- Ooooh ! (5) (grand format)

### P
- Pamela (suite de Shirley spécial)
- Perceval (7)
- Pirates (120)
- Pistes sauvages (48)

### R
- Robbie (12)
- Rocambole (41)
- Les Rois de l'exploit (75)
- Les Rois de l'exploit spécial (12)
- Rouletabille (11)
- La Route de l'ouest (183)

### S
- Safari (169)
- Shirley (101) (avec Belinda)
- Shirley spécial (35) (avec Pamela)
- Skaters (15)
- Star TV Junior (16)
- Sunny Sun (54)
- Super Conan (52)
- Super Conan spécial) (10)
- Super Force (14)

### T
- Tchak ! (13) (grand format)
- Tipi (78)
- Totem (1re série) (49)
- Totem (2e série) (66)
- Trophée (87)
- Trophée spécial (12)

### V
- Vick (42)

### W
- Whipii ! (109) (débute sous le titre Whipee !)

### Y
- Yataca (254)